# Copa México 1944-1945
La Copa México 1944-1945 è stata la ventinovesima edizione del secondo torneo calcistico messicano e la seconda nell'era professionistica del calcio messicano. È cominciata il 26 aprile e si è conclusa il 24 giugno 1945. La vittoria finale è stata del Puebla FC.

## Formula
Una prima fase comprendente le 13 squadre partecipanti suddivise in tre gironi con un criterio di vicinanza, il primo girone "zona est" con 4 squadre, le prime due classificate accedono alla seconda fase; il secondo girone con 5 squadre della capitale Città del Messico, le prime due squadre accedono alla seconda fase; ed il terzo girone "zona ovest" composto da 4 squadre, le prime due classificate accedono alla seconda fase. Una terza fase ad eliminazione diretta con le "semifinali" e la "Finale".

## Primo turno

### Classifica
| Squadra      | P.ti | G | V | N | P | GF | GS | DR |
| ------------ | ---- | - | - | - | - | -- | -- | -- |
| 1. Moctezuma | 4    | 3 | 2 | 0 | 1 | 8  | 7  | +1 |
| 2. Puebla    | 3    | 3 | 1 | 1 | 1 | 9  | 5  | +4 |
| 3. Veracruz  | 3    | 3 | 1 | 1 | 1 | 9  | 7  | +2 |
| 4. A.D.O.    | 2    | 3 | 1 | 0 | 2 | 4  | 11 | -7 |

### Calendario
| 29 aprile 1945 1ª giornata | Moctezuma | 2 – 0 | Puebla |  |

| 29 aprile 1945 1ª giornata | Veracruz | 1 – 2 | A.D.O. |  |

| 6 maggio 1945 2ª giornata | Puebla | 3 – 3 | Veracruz |  |

| 13 maggio 1945 2ª giornata | Moctezuma | 4 – 2 | A.D.O. |  |

| 20 maggio 1945 3ª giornata | Veracruz | 5 – 2 | Moctezuma |  |

| 27 maggio 1945 3ª giornata | Puebla | 6 – 0 | A.D.O. |  |

### Classifica
| Squadra             | P.ti | G | V | N | P | GF | GS | DR  |
| ------------------- | ---- | - | - | - | - | -- | -- | --- |
| 1. América          | 6    | 4 | 3 | 0 | 1 | 13 | 9  | +4  |
| 2. Asturias         | 6    | 4 | 3 | 0 | 1 | 14 | 11 | +3  |
| 3. Real Club España | 5    | 4 | 2 | 1 | 1 | 16 | 9  | +7  |
| 4. Atlante          | 3    | 4 | 1 | 1 | 2 | 10 | 11 | -1  |
| 4. Marte            | 0    | 4 | 0 | 0 | 4 | 8  | 21 | -13 |

### Calendario
| 26 aprile 1945 1ª giornata | Asturias | 1 – 0 | Atlante |  |

| 29 aprile 1945 1ª giornata | Real Club España | 1 – 2 | América |  |

| 3 maggio 1944 2ª giornata | Marte | 2 – 7 | Asturias |  |

| 6 maggio 1945 2ª giornata | América | 5 – 2 | Atlante |  |

| 10 maggio 1945 3ª giornata | Real Club España | 5 – 1 | Marte |  |

| 13 maggio 1945 3ª giornata | Asturias | 3 – 2 | América |  |

| 17 maggio 1945 4ª giornata | Atlante | 3 – 3 | Real Club España |  |

| 20 maggio 1945 4ª giornata | América | 4 – 3 | Marte |  |

| 24 maggio 1945 5ª giornata | Real Club España | 7 – 3 | Asturias |  |

| 27 maggio 1945 5ª giornata | Marte | 2 – 5 | Atlante |  |

### Classifica
| Squadra        | P.ti | G | V | N | P | GF | GS | DR |
| -------------- | ---- | - | - | - | - | -- | -- | -- |
| 1. Oro         | 6    | 3 | 3 | 0 | 0 | 9  | 1  | +8 |
| 2. Atlas       | 4    | 3 | 2 | 0 | 1 | 4  | 4  | 0  |
| 3. León        | 2    | 3 | 1 | 0 | 2 | 2  | 7  | -5 |
| 3. Guadalajara | 0    | 3 | 0 | 0 | 3 | 2  | 5  | -3 |

### Calendario
| 29 aprile 1945 1ª giornata | León | 1 – 2 | Atlas |  |

| 29 aprile 1945 1ª giornata | Oro | 2 – 1 | Guadalajara |  |

| 6 maggio 1945 2ª giornata | Guadalajara | 1 – 2 | Atlas |  |

| 13 maggio 1945 2ª giornata | Oro | 5 – 0 | León |  |

| 20 maggio 1945 3ª giornata | Oro | 2 – 0 | Atlas |  |

| 27 maggio 1945 3ª giornata | Guadalajara | 0 – 1 | León |  |

## Secondo Turno

### Calendario
| 3 giugno 1945 andata | Atlante | 4 – 4 | Puebla |  |

| 10 giugno 1945 ritorno | Puebla | 4 – 0 | Atlante |  |

| 3 giugno 1945 andata | Moctezuma | 1 – 3 | América |  |

| 10 giugno 1945 ritorno | América | 2 – 3 | Moctezuma |  |

| 3 giugno 1945 andata | Asturias | 4 – 3 | Oro |  |

| 10 giugno 1945 ritorno | Oro | 2 – 1 | Asturias |  |

| 13 giugno 1945 spareggio | Oro | 5 – 3 | Asturias |  |

## Semifinale
| Città del Messico 2 luglio 1945, ore 15:00                                                           | Puebla    | 3 – 1                   | Oro | Parque Asturias |
| \| \| \| \| \| 28’, 39’ Arturo Chávez 49’ Ricardo Alarcón \| Marcatori \| Jesus Miguel García 60’ \| |           |                         |     |                 |
| |           |                         |     |                 |
| 28’, 39’ Arturo Chávez 49’ Ricardo Alarcón                                                           | Marcatori | Jesus Miguel García 60’ |     |                 |

- Il Club America passa direttamente alla finale.

## Finale
| Città del Messico 24 giugno 1945, ore 15:00 | Puebla    | 6 – 4                                                       | América | Parque Asturias |
| \| \| \| \| \| 6’, 25’ Eladio Vaschetto 26’ Arturo Chávez 52’ Ricardo Alarcón 63’ Miguel López 71’ Guadalupe Velásquez \| Marcatori \| Octavio Vial 44’ (65) Mateo Nicoláu 65’ Roberto Scarone 62’ \| |           |                                                             |         |                 |
| |           |                                                             |         |                 |
| 6’, 25’ Eladio Vaschetto 26’ Arturo Chávez 52’ Ricardo Alarcón 63’ Miguel López 71’ Guadalupe Velásquez                                                                                               | Marcatori | Octavio Vial 44’ (65) Mateo Nicoláu 65’ Roberto Scarone 62’ |         |                 |

## Coppa "Campeón de Campeones" 1945
- Partecipano le squadre vincitrici del campionato messicano: Real Club España e della coppa del Messico: Puebla FC. Il Real Club España si aggiudicó il titolo.

| Città del Messico 1 luglio 1945, ore 15:00 | Real Club España | 3 – 0 | Puebla | Parque Asturias |
| \| \| \| \| \| 12’ Jorge Quesada 36’ Manuel Gil Fernández 64’ Juan Tuñas \| Marcatori \| \| \| Ayra Leonardo Cilaurren Carlos Laviada Manuel Gil Fernández García José Antonio Rodríguez Jorge Quezada José Iragorri Isidro Lángara Juan Tuñas Carlos Septién \| Formazioni \| José Iborra Sabino Aguirre Juan Ángel Pérez Mario Zendejas Bruno Rodolfi Filiberto Guerrero Miguel López Eladio Vaschetto Arturo Chávez Ricardo Alarcón Guadalupe Velázquez \| \| Rodolfo Muñoz \| Allenatori \| Eduardo Morilla \| |                  | |        |                 |
| |                  | |        |                 |
| 12’ Jorge Quesada 36’ Manuel Gil Fernández 64’ Juan Tuñas | Marcatori        | |        |                 |
| Ayra Leonardo Cilaurren Carlos Laviada Manuel Gil Fernández García José Antonio Rodríguez Jorge Quezada José Iragorri Isidro Lángara Juan Tuñas Carlos Septién | Formazioni       | José Iborra Sabino Aguirre Juan Ángel Pérez Mario Zendejas Bruno Rodolfi Filiberto Guerrero Miguel López Eladio Vaschetto Arturo Chávez Ricardo Alarcón Guadalupe Velázquez |        |                 |
| Rodolfo Muñoz | Allenatori       | Eduardo Morilla |        |                 |